# Nova Ubiratã
Nova Ubiratã is een gemeente in de Braziliaanse deelstaat Mato Grosso. De gemeente telt 8.372 inwoners (schatting 2009).